# Marco Navas
Marco Antonio Navas González (Los Palacios y Villafranca, 21 settembre 1982) è un ex calciatore spagnolo, di ruolo centrocampista.

## Biografia
Ha anche un fratello più piccolo Jesús Navas, ex calciatore del Siviglia.